# Congregazione dell'esame dei vescovi
La Congregazione dell'esame dei vescovi (latino: Congregatio examinis episcoporum) era un organismo della Curia romana, oggi soppresso.

## Storia e funzioni
Fu creata da papa Gregorio XIV con la costituzione apostolica Onus apostolicae servitutis dell'15 maggio 1591 e istituita definitivamente da papa Clemente VIII nel 1592. Con essa la Chiesa volle marcare la volontà di mettere a disposizione delle diocesi dei candidati con un'ottima preparazione sia teologia che giuridica.
Erano dispensati dall'esame i vescovi nominati a una sede titolare e i vescovi proposti da principi stranieri: di fatto essa esaminava solo i vescovi italiani. La congregazione era composta da nove cardinali, 6 prelati e 24 teologi di diversi ordini religiosi. Gli esami erano tenuti alla presenza del papa, il martedì o il venerdì, nel suo palazzo.
Con decreto di papa Urbano VIII del 16 maggio 1625, si impose agli esaminatori il segreto sulle le materie da sottoporre agli esaminandi. Questa disposizione fu revocata da papa Clemente XIII. La sua attività non fu costante nei secoli successivi, che probabilmente si intersecava con la Congregazione per l'elezione dei vescovi. L'esame dei vescovi fu ripristinato da papa Pio X nel 1903 ma fu sottoposta al Sant'Uffizio.

## Cronotassi dei Segretari
...
- Nicolò Maria Tedeschi, O.S.B. (1720 - 1735)
- Giuseppe Maria Perrimezzi, O.M. (1736 - 10 febbraio 1740 deceduto)
- Filippo Carlo Spada (22 gennaio 1742 - 8 dicembre 1742 deceduto)
- Mario Maccabei (1743 - 1748)
- Pietro Giacomo Testaferrata (1754 - 1763)
  - Mario Compagnoni Marefoschi (1759 - 1763) (pro-segretario)
- Mario Compagnoni Marefoschi (1764 - 1770)
- Enrico Sanclemente (30 marzo 1789 - 9 maggio 1815 deceduto)
- Carlo Maria Pedicini (28 giugno 1815 - 10 marzo 1823 creato cardinale)
- Pietro Caprano (22 marzo 1823 - 15 dicembre 1828 creato cardinale)
- Paolo Polidori (20 aprile 1829 - 23 giugno 1834 creato cardinale)
- Giuseppe Maria Vespignani (23 giugno 1834 - 1841)
- Giovanni Brunelli (7 giugno 1841- 13 aprile 1847)
- Francesco Gentilini (13 aprile 1847 - 12 maggio 1856 deceduto)
- Giuseppe Cardoni (1857 - 7 aprile 1873 deceduto)
- Giovanni Felice Jacovacci (7 aprile 1873 - 10 giugno 1879 deceduto)

...